# Shiho
Shiho (jap. しほ, シホ) – żeńskie imię japońskie.

## Możliwa pisownia
Shiho można zapisać, używając wielu różnych znaków kanji i może znaczyć m.in.:
- 志保, „cel, ochrona”
- 志穂, „cel, ucho”

## Znane osoby
- Shiho Fujimura (志保), japońska aktorka
- Shiho Fukada (志穂), japońska fotoreporterka
- Shiho Hisajima (志帆), japońska seiyū
- Shiho Hisamatsu (志保), japońska tenisistka
- Shiho Kawaragi (志穂), japońska seiyū
- Shiho Kikuchi (志穂), japońska seiyū
- Shiho Nakashima (志保), japońska snowboardzistka
- Shiho Niiyama (志保), japońska seiyū
- Shiho Sugiura (志保), japońska mangaka

## Fikcyjne postacie
- Shiho Miyano (志保), bohaterka mangi i anime Detektyw Conan
- Shiho Munakata (詩帆), bohaterka anime My-HiME, w anime My-Otome jej imię zmieniono na Shiho Huit (jap. シホ・ユイット Shiho Yuitto)